# بلیس (فیلم ۱۹۹۵)
بلیس (انگلیسی: Bliss) فیلمی است که در سال ۱۹۹۵ منتشر شد.